# Første Italienske Uafhængighedskrig
Den Første Italienske Uafhængighedskrig blev udkæmpet i 1848 mellem Kongeriget Sardinien og Kejserriget Østrig. De største slag var Custoza og Novara, hvor det lykkedes østrigerne under ledelse af Radetzky at slå Piemonteserne.